# Ophiomastus bispinosus
Ophiomastus bispinosus är en ormstjärneart som beskrevs av Ole Theodor Jensen Mortensen 1925. Ophiomastus bispinosus ingår i släktet Ophiomastus och familjen fransormstjärnor. Inga underarter finns listade i Catalogue of Life.